# Judy Sgro
Pour les articles homonymes, voir Sgro.
Judy Sgro, née le 16 décembre 1944 à Moncton au Nouveau-Brunswick, est une femme politique canadienne.
Élue députée à la Chambre des communes du Canada de la circonscription ontarienne de York-Ouest sous la bannière du Parti libéral du Canada lors d'une élection partielle 

## Biographie
Judy Sgro est conseillère municipale de North York de 1987 à 1994 et de la ville de Toronto de 1994 à 1999. Après une première tentative sans succès de déloger le député indépendant John Nunziata lors de l'élection de 1997, Sgro est élue pour la première fois en 1999 lors d'une élection partielle et est réélue aux élections de 2000, 2004 et 2006. Elle est nommée ministre de la Citoyenneté et de l'Immigration le 12 décembre 2003.
En novembre 2004, la controverse commence à entourer Sgro à mesure que des interrogations s'élèvent concernant ses activités durant la campagne électorale du mois de juin de cette année. Plusieurs de ses employés ministériels avaient réclamés des dépenses pour déplacements et affaires dans sa circonscription durant toute la campagne électorale, jusqu'au jour même du scrutin. Des allégations plus sévères sont soulevés lorsque des députés conservateurs de l'opposition l'accusent d'avoir accordé un permis d'immigration spécial à une partisane de sa campagne — spécifiquement, Alina Balaican, une roumaine qui avait été initialement admise au pays pour travailler en tant qu'effeuilleuse. Le député néo-démocrate Pat Martin accuse également les assistants de Sgro d'avoir menacé ses commettants de leur nier des permis ministériels s'il osait la critiquer au sujet de cette controverse. La presse baptise rapidement l'affaire le Strippergate.
Le 14 janvier 2005, Sgro démissionne du cabinet après des allégations supplémentaires selon lesquelles elle aurait offert d'intervenir dans le processus d'immigration de Harjit Singh, un résident de Brampton, en échange de pizza. La journée suivante, le Toronto Star révèle que Singh avait précédemment été reconnu coupable de fraude par carte de crédit.
Elle est la première membre du cabinet à démissionner du gouvernement de Paul Martin. Certains dans les médias ont spéculé sur le fait que son co-ministre Joe Volpe avait aidé à forcer sa démission, étant donné les relations froides entre ces deux personnes (National Post, 11 mai 2005). Sgro a suggéré que Volpe aspirait à lui ravir son poste, ce qu'il nie, faisant valoir qu'il possédait déjà un portefeuille ministériel important (Toronto Star, 29 avril 2005). Un des premiers gestes de Volpe lorsqu'il succède à Sgro est de modifier la loi qui auparavant avait permis aux danseuses exotiques d'entrer facilement au pays.
Le 31 janvier 2005, Sgro intente une poursuite contre Singh pour 750 000 $ en dommages. Le 10 mai 2005, Sgro est blanchie de toute malversation lorsqu'il est révélé qu'elle n'a pas eu connaissance que deux de ses employés l'avaient mise en position de conflit d'intérêts. Le commissaire à l'éthique conclut également que Sgro n'a jamais rencontré la femme en question, ni même été au courant qu'elle avait été bénévole pour sa campagne. La même journée, Singh retire ses allégations.